# Slotbout

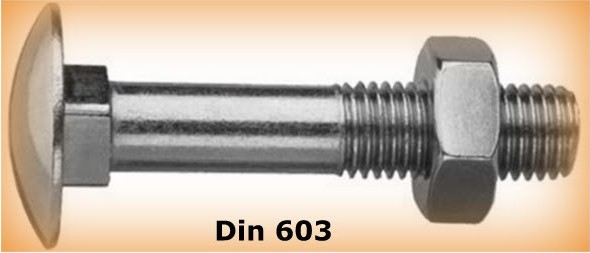
Een slotbout met opgedraaide moer.

Een slotbout is een bout met een gladde ronde kop met daaronder een vierkant deel en schroefdraad.
Op het schroefdraad past een moer waarmee de bout wordt vastgedraaid. Bij toepassing in metaal valt het vierkant in een vierkant gat; bij toepassing in hout wordt het vierkante deel onder de kop vast in het hout getrokken. Hierdoor kan de moer vastgedraaid worden zonder dat de bout meedraait. Omdat de kop van de bout glad is, is een slotbout alleen vanaf de kant van de moer los te draaien.